# Xyloolaena richardii
Xyloolaena richardii är en tvåhjärtbladig växtart som först beskrevs av Henri Ernest Baillon, och fick sitt nu gällande namn av Henri Ernest Baillon. Xyloolaena richardii ingår i släktet Xyloolaena och familjen Sarcolaenaceae. Inga underarter finns listade i Catalogue of Life.